# 三兄弟 (サハリン)
三兄弟（さんきょうだい、露: Три Брата, 英: Tri Brata, トリー・ブラター）は、ロシア・サハリン（樺太）にある3つの岩の総称である。3人兄弟の岩（英: The Three Brothers rocks）、三人兄弟岩とも表記される。

## 概要
これらの岩は、サハリン島の西岸の中部にある港湾都市、アレクサンドロフスク・サハリンスキーの付近にあり、同市の市章と市旗のモチーフとして用いられている。間宮海峡に位置する。
3つの岩は、サハリンの海岸からおよそ225メートルほどのところに、ほぼ南北方向の直線の上に並んでいる。3つの岩は、同じような形状をしているが、高さはそれぞれ異なり、最も高い岩で21メートルあり、残りの岩はそれぞれ18メートル、15メートルある。
ジョンキェル岬の正面にある。これらの岩は、かつてはジョンキェル岬の一部であったが、時間の経過とともに海の波によって岩盤が浸食されて分離したもので、海食柱に分類される。三兄弟の岩を奇岩として紹介している文献もある。
劇作家で小説家のアントン・チェーホフは、ルポルタージュ『サハリン島』において、「暗闇の中で三兄弟の岩が3人の黒色の修道士のように見えた」との旨を記している。

## 伝説
これらの岩には、たくさんの伝説が残されている。ニヴフ民族に残る伝説は、次のようなものである。
ニヴフ民族の3人の兄弟が、遺棄されたクジラを調査するために海に出かけた。男性が海で釣りなどをしているときに女性が海を見てはいけない、というニヴフ民族の取り決めに反して、兄弟の家族の女性が彼らのあとについて行った。すると、兄弟は3つの岩と化した。